# Giovanni Ferrero (imprenditore 1905)
Giovanni Ferrero (Farigliano, 17 maggio 1905 – Alba, 25 ottobre 1957) è stato un imprenditore italiano.
Assunse la dirigenza dell'industria dolciaria Ferrero alla morte del fratello Pietro.

## Biografia
Nasce a Farigliano da Michele Ferrero e Clara Devalle, sette anni prima, nel 1898, era nato il fratello Pietro. Nel 1926 la famiglia Ferrero si trasferisce ad Alba e nel 1934 a Torino.
Nel 1940 il fratello apre una grande pasticceria a Torino, in via Sant'Anselmo, ma tale avventura finisce male e la famiglia torna ad Alba, dove apre un nuovo negozio che, grazie all'invenzione di nuovi prodotti, ha notevole successo. La conduzione è familiare e Giovanni assume l'onere di organizzare la vendita e distribuzione dei prodotti. Invece di affidare la distribuzione ad altri, organizza una rete di distribuzione diretta: dalla fabbrica al rivenditore.
Il 2 marzo 1949 il fratello Pietro muore e alla conduzione dell'azienda subentrano la moglie, Piera Cillario, e Giovanni che diventa socio della Società in nome collettivo P.Ferrero & C. di Cillario Piera vedova Ferrero e Ferrero Michele.
Nel 1956 la Ferrero apre il primo stabilimento estero, a Stadtallendorf, in Germania con 5 dipendenti che presto diventano 60. Il prodotto principale è la "Creamalba" e successivamente vi sarà prodotto il cioccolatino Mon Chéri. 
Nell'ottobre 1957 Giovanni Ferrero muore a 52 anni e la responsabilità del gruppo passa al nipote Michele.